# Рифампіцин
Рифампіци́н, або рифампі́н —  бактерицидний антибіотик рифампіцинової групи, протитуберкульозний засіб І ряду. Це напівсинтетична речовина, яку отримують з бактерії Amycolatopsis rifamycinica, також відомої як Amycolatopsis mediterranei та Streptomyces mediterranei. Для позначення рифампіцину використовують скорочення RIF, RMP, RD, RA та R.
Рифампіцин зазвичай використовують для лікування мікобактеріальних інфекцій, у тому числі туберкульозу та лепри. Використовується також у боротьбі із стійким до метіциліну стафілококом (Staphylococcus aureus) у комбінації із фусидовою кислотою. Також рифампіцин уживають для профілактики інфекцій Neisseria meningitidis (менінгококу).
Рифампіцин важливий у боротьбі із Listeria species, Neisseria gonorrhoeae, Haemophilus influenzae та Legionella pneumophila. Але рифампіцинова монотерапія не є ефективною, бо бактерії швидко пристосовуються до цього антибіотика. Зазвичай рифампіцин використовують у комбінації з дапсоном або клофазиміном, зокрема у терапії лепри.
Деякі бактерії, такі як Enterobacteriaceae, Acinetobacter та Pseudomonas, стійкі до рифампіцину.
Рифампіцин є інгібітором ДНК-залежної РНК полімерази бактерій приєднуючись до бета-субчастини цього ферменту та блокуючи транскрипцію та, таким чином, наступну трансляцію (експресію білків).